# Tradycyjna kultura Korei
Tradycyjna kultura Korei jest częścią wspólną północno- i południowokoreańskiej kultury. Różnice polityczne pomiędzy obydwoma państwami, odzwierciedlają się także w różnym spojrzeniu na niektóre specyficzne aspekty kultury narodowej.

## Sztuka tradycyjna

### Muzyka
Tradycyjna muzyka w Korei opiera się na brzmieniu głosu, który oddawać ma temperament i historię Koreańczyków. Muzyka jest często improwizowana i często brak jest przerw między poszczególnymi utworami czy wystąpieniami. Dobrym przykładem jest pansori, wystąpienie jednego artysty (śpiewaka), które może trwać przez osiem godzin bez przerwy. Istnieją dwa rodzaje muzyki tradycyjnej: jeongak i minsogak. 

#### Jeongak
Jeong-ak jest muzyką dworską z mocnym zabarwieniem intelektualnym. Ten rodzaj muzyki ściśle powiązany jest z wyższymi klasami społecznymi. Jest grany w bardzo wolnym tempie. Niektóre pojedyncze takty mogą trwać nawet 3 sekundy. Takt odpowiada raczej oddechowi aniżeli biciu serca jak przyjęło się to w większości muzyki zachodniej. W rezultacie, ta spokojna muzyka sprzyja relaksowi i medytacji. Brzmienie Jeongak jest miękkie i spokojne ze względu na to, że tradycyjne instrumenty nie są zbudowane z metalowych elementów. Instrumenty szarpane przeważnie mają struny wykonane z jedwabiu. Większość instrumentów dętych wykonana jest z bambusa. Znanymi utworami w tym stylu są Sujecheon oraz suity Yeongsan Hoesang i Cheonnyeonmanse.

#### Minsogak
Minsogak jest tradycyjną muzyką wiejską i pełna jest ekspresji i emocji. Ten rodzaj muzyki jest ściśle związany z życiem prostego ludu. W przeciwieństwie do jeongak, takty w minsogak odpowiadają biciu serca. Często występują tu improwizacje, charakterystyczne dla muzyki opierającej się na emocjach.

#### Instrumenty
Tradycyjne koreańskie instrumenty to między innymi piri (cylindryczny obój), taepyeongso (szałamaja), daegeum (flet poprzeczny), danso, saenghwang (harmonijka ustna) i hun (okaryna).
Tradycyjne instrumenty szarpane to przede wszystkim cytry takie jak gayageum, geomungo, ajaeng oraz haegeum, czyli dwustrunowe skrzypce.
Istnieją wiele tradycyjnych instrumentów perkusyjnych włączając w to kkwaenggwari (gong ręczny), jing (wiszący gong), buk (bębenek), janggu, bak (grzechotka), pyeonjong (dzwon), pyeongyeong (kamienny dzwon), eo (tarka w kształcie tygrysa) oraz chuk (drewniane pudełko).

### Taniec tradycyjny

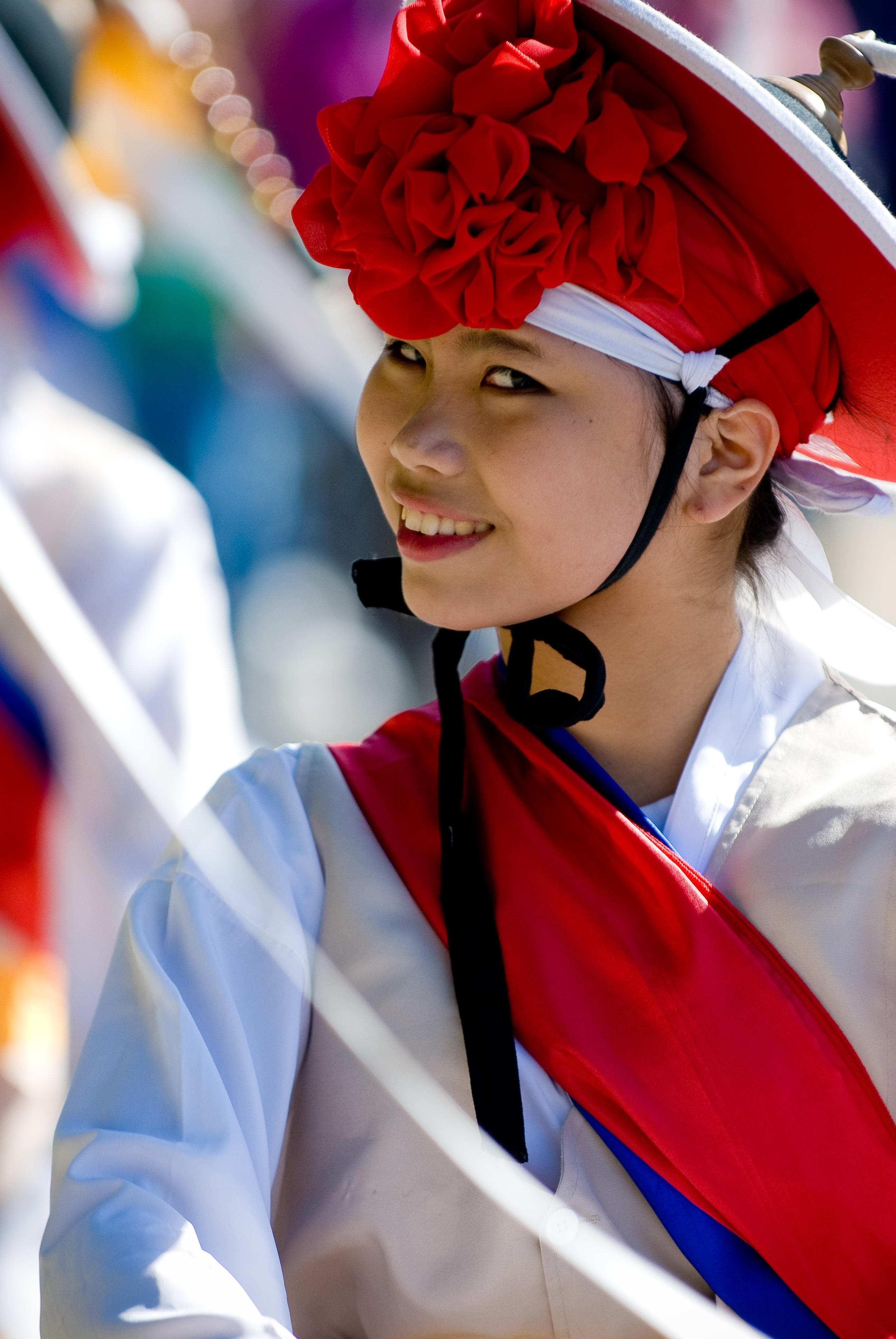
Koreańska tancerka w tradycyjnym stroju

Taniec tradycyjny jest obecny w kulturze Korei od dawna. Wymiana kulturowa z Chinami oraz pomiędzy Trzema Królestwami powodowała powstawanie nowych wersji tańców. Wyróżnia się tańce powstałe na terenie Korei (hyangak jeongjae) oraz importowane z Chin (dangak jeongjae).
Podobnie jak w przypadku muzyki, rozróżnia się taniec dworski i ludowy. Najbardziej znane tańce dworskie to jeongjaemu, wykonywany na bankietach oraz ilmu, czyli taniec w linii (wężyku). Jeongjaemu dzieli się na tańce natywne (hyangak jeongjae) i importowane (dangak jeongjae). Ilmu na tańce wojskowe (mumu) i cywilne (munmu).
Tańce ludowe dzieli się na tańce religijne wykonywane przez mnichów oraz świeckie. Na tańce religijne składają się wszystkie przedstawienia wykonywane podczas obrzędów szamańskich (gut). Na świeckie składają się zarówno tańce grupowe jak i indywidualne przedstawienia.
Elementy tradycyjnej choreografii tańców dworskich obecne są w wielu dzisiejszych choreografiach.

### Gry i zabawy
Wiele tradycyjnych gier i zabaw powiązanych jest obrządkami szamanistycznymi i była przekazywana z pokolenia na pokolenie. Najstarsze rytuały/przedstawienia powiązane z szamanizmem to: yeonggo, dongmaeng i mucheon. Yeonggo to przedstawienie odgrywane na bębnach, a mające na celu przywołać duchy. Dongmaeng to obrzędy żniwne a mucheon jest tańcem dla niebios. W trakcie okresu Trzech Królestw Korei dodano nowe rodzaje przedstawień/zabaw.

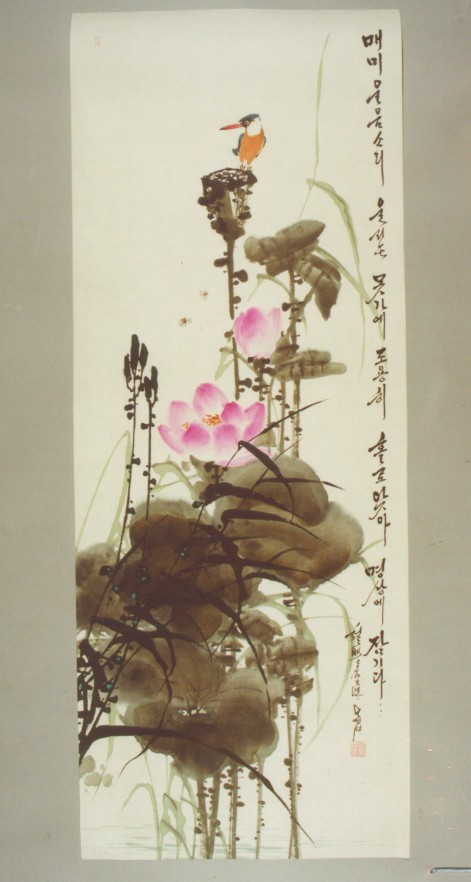
O Yong Song - Różowe lotosy i Zimorodek - Zbiory Muzeum Azji i Pacyfiku

### Malarstwo

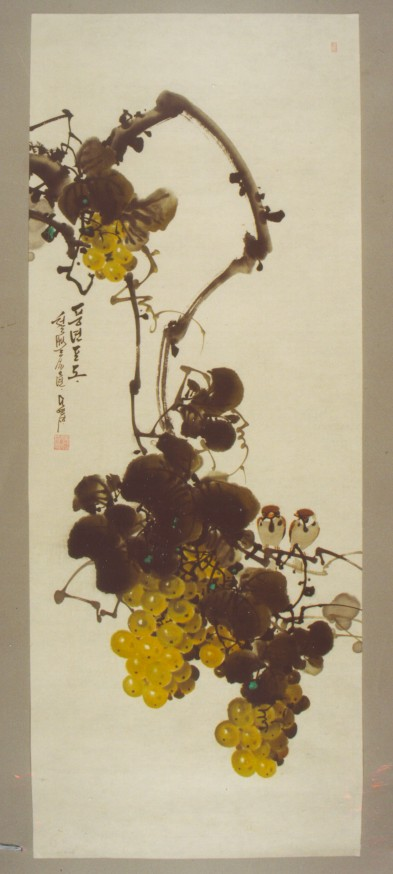
O Yong Song - Zielone winogrona i ptaszki - Zbiory Muzeum Azji i Pacyfiku w Warszawie

Najwcześniejsze malunki znalezione na półwyspie koreańskim to rysunki naskalne pochodzące z czasów prehistorycznych. Wraz z przybyciem buddyzmu z Chin przywędrowały również nowe techniki malarskie, które szybko stały się podstawowymi. Od XVII w. rozwija się realistyczne malarstwo rodzajowe, pejzaż i portret.

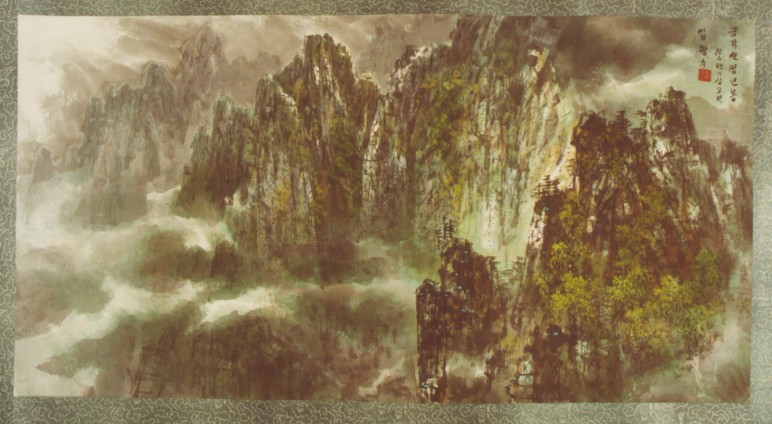
Kim Chang Su - Góry we mgle - Zbiory Muzeum Azji i Pacyfiku w Warszawie

Maluje się najczęściej na jedwabiu lub papierze morwowym. Najbardziej popularnym stylem jest naturalizm, a główne tematy to krajobraz, kwiaty i ptaki.

### Rękodzielnictwo
Wiele z rękodzieł produkowanych jest dla codziennego użytku, często dając pierwszeństwo użyteczności przedmiotu nad jego estetyką. Tradycyjnie używa się metalu, drzewa, tkanin, lakierów i ceramiki, a sporadycznie, w dzisiejszych czasach także szkła, skóry oraz papieru.
Starożytne rękodzieła, takie jak czerwone i czarne wazy i inne wyroby garncarskie są podobne do tych wytwarzanych w Chinach, nad Żółtą Rzeką. 
Wydobyto wiele misternie wykonanych przedmiotów, włączając w to pozłacane korony, wzorzystą ceramikę, dzbany czy ozdoby. Podczas okresu Goreyo na wysokim poziomie stała produkcja z brązu. Popularnym materiałem był mosiądz, choć sławne są głównie wyroby z celadonu.
Podczas okresu Joseon najpopularniejszym materiałem była porcelana dekorowana niebieskimi kolorami. Zaawansowany był także wyrób produktów z drewna. To prowadziło do powstawania wielu wyrafinowanych zdobień części mebli, takich jak szafy, skrzynie, stoły czy szuflady.

### Literatura
Okres klasyczny, do początku XX w. cechują wpływy literatury chińskiej i filozofii konfucjańskiej. Najstarsze utwory poetyckie pochodzą z IX w., proza to głównie kroniki, biografie, dzienniki podróży, legendy i podania o bohaterach narodowych. Do zapisu używano znaków chińskich. W XV w. wprowadzono alfabet hangul, którym zapisywano powieści patriotyczne, zarówno alegoryczne jak i obyczajowe, a od XVII w. powieści ludowe, satyryczne i fantastyczne. Od około roku 1910 (okres nowożytny) zaznacza się wpływ literatury europejskiej, pojawia się tematyka społeczna.

## Tradycje w życiu codziennym

### Domy
Budynki w tradycji koreańskiej budowane są zgodnie z zasadami geomancji. Wierzy się, że różne konfiguracje topograficzne powodują powstawanie niewidzialnych sił zła i dobra (gi). Doprowadza się więc negatywne (yin) i pozytywne (yang) energie do stanu równowagi. Geomancja ma wpływ także na kształt budynków, orientację (dom musi być zwrócony w kierunku południowym aby gromadzić jak najwięcej światła) oraz materiały z jakich stawia się domy.
Tradycyjne domy koreańskie można podzielić na dwie części, skrzydło wewnętrzne (anchae) oraz zewnętrzne (sarangchae). Wykończenie zależy głównie od regionu a także zamożności rodziny. Wielkość domu także zależała od statusu społecznego, a więc i pieniędzy. Jednakże tylko król mógł posiadać dom większy niż 99 kan. Kan to odległość pomiędzy dwoma podporami używanymi w tradycyjnych domach. 
W domach arystokratów skrzydło zewnętrzne używane było jako przedsionek, mniej zamożni i biedniejsi ludzie w sarangchae trzymali zwierzęta. Biedniejsi wieśniacy często nie posiadali zewnętrznej części. Skrzydło wewnętrzne składało się przeważnie z głównego pokoju, kuchni oraz centralnego przedpokoju. Do tego podstawowego zestawu dołączano (w miarę zamożności) więcej pokoi. Od wieków używano w Korei ogrzewanie podłogowe (ondol). Główne materiały używane do budowy domów to drewno, glina, kamień oraz strzecha i dachówki. Ponieważ stosowano drewno i glinę, niewiele starych domów przetrwało do naszych czasów.

### Ogrody
Zasady tworzenia i kompozycja ogrodów przy świątyniach i prywatnych są takie same. Ze względu na to, że ogrodnictwo wschodnioazjatyckie jest mocno powiązane z taoizmem, tradycyjne ogrody koreańskie podobne są do chińskich. Taoizm kładzie duży nacisk na naturę i tajemniczość, zwracając szczególną uwagę na detale wykończenia. W przeciwieństwie do ogrodów japońskich i chińskich, unika się sztucznych elementów.
Istotnym elementem koreańskich ogrodów jest staw z kwiatami lotosu. Jeżeli w pobliżu płynie strumień, buduje się obok pawilon, w którym można oddać się przyjemności kontemplowania przepływającej wody. Kwietne tarasy są także często spotykaną cechą koreańskich ogrodów.

### Ubrania

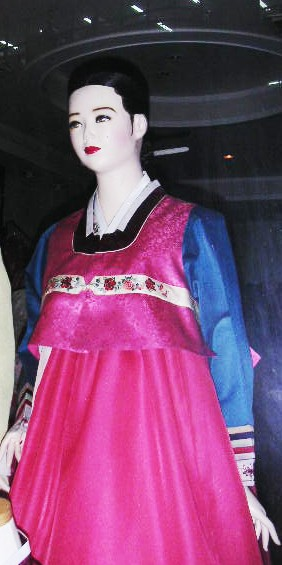
Manekin ubrany w nowoczesny hanbok

Tradycyjne koreańskie ubrania zwane hanbok znane są już od bardzo dawna, prawdopodobnie od czasów Trzech Królestw Korei. Początkowo szaty męskie i kobiece były takie same, z czasem zaczynały się różnić. W okresie Joseon wygląd szat uległ niewielkim zmianom. 
Górna część zwana jest jeogori i jest podobna do bluzy z długimi rękawami, w wersji męskiej dłuższymi niż w kobiecej, sięgającymi do pasa. Żeński hanbok zawiera spódnicę (chima), męski natomiast workowate, luźne spodnie. Ubranie to nie zawiera kieszeni. Jedną z form hanboka jest chima jeogori. Tradycyjny kapelusz zwany jest gwanmo.
Wygląd szaty odzwierciedlał status społeczny noszącej ją osoby. Władcy i klasa rządząca posiadali wspaniałe, i kosztowne choć często niewygodne ubrania. Używali także biżuterii, w odróżnieniu od pospólstwa. Zwyczajni ludzie używali na co dzień prostych szat, zwykle w kolorze białym, które upiększano na święta i ceremonie. Podczas zimy używano ubrań podbitych bawełną albo futrem. 
Hanboki dzieli się w zależności od ich celu na ubrania: codzienne, ceremonialne i specjalne. Ceremonialne używano na oficjalnych okazjach, włączając w to pierwsze urodziny dziecka, śluby czy pogrzeby. Specjalne szaty zakładane zaś były przez szamanów czy urzędników.
Dziś, hanbok zakładany jest głównie podczas oficjalnych okazji. Zanika, czy wręcz zanikł już zwyczaj ubierania się w codzienne hanboki.

### Potrawy

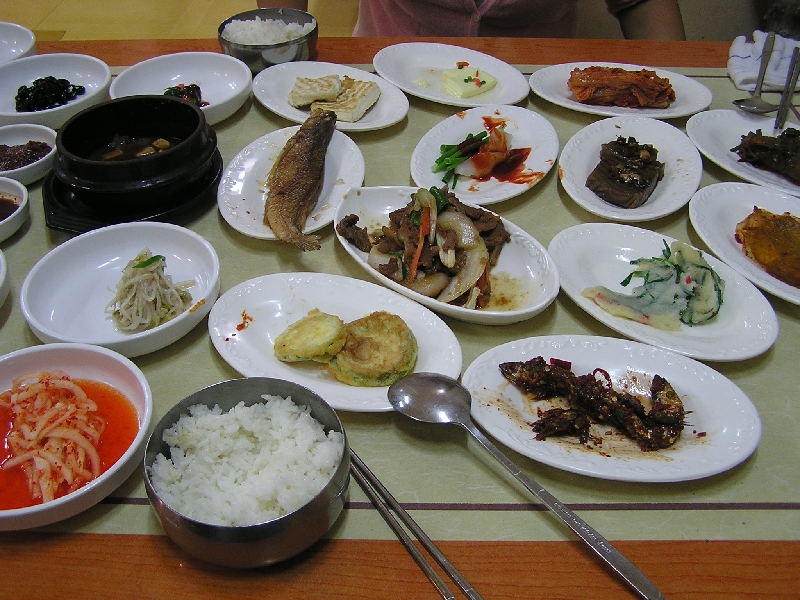
Jedzenie w stylu koreańskim

Podstawową potrawą w Korei jest ryż. równie popularna jest także fasola. Ze względu na to, że kraj z trzech stron otaczają morza, popularne są także ryby i owoce morza. Od dawnych czasów znane są metody fermentowania jedzenia, otrzymuje się w ten sposób piklowane ryby i warzywa, co zapewnia odpowiednią ilość witamin podczas zimy.
Tradycyjne potrawy możemy podzielić na ceremonialne i rytualne. Jedzenie ceremonialne podawane jest setnego dnia od narodzin dziecka, na pierwsze urodziny, ceremonie weselne oraz sześćdziesiąte urodziny. Potrawy rytualne podawane są podczas pogrzebów oraz przez szamanów w świątyniach. Jedzenie świątynne nie zawiera pięciu podstawowych przypraw kuchni koreańskiej (czosnku, cebuli, dzikiego rokambułu, porów oraz imbiru) oraz mięsa. Istotnym elementem potraw rytualnych i ceremonialnych są ryżowe ciastka. Kolory jedzenia oraz składniki dopasowywane są zgodnie z filozofią yin i yang, starając się osiągnąć równowagę smaków i kolorów.
Dziś, tradycyjne dania dworskie dostępne są dla wszystkich. W przeszłości warzywa były głównym składnikiem pożywienia, obecnie wzrasta spożycie mięsa. Tradycyjne potrawy to między innymi ssambap, bulgogi, sinseollo, kimchi, bibimbap czy gujeolpan.

### Herbata
Herbata w Korei obecna jest od ponad 2000 lat. Została wprowadzona razem z buddyzmem z Chin i wkrótce dała początek koreańskiej ceremonii parzenia herbaty. Była głównym składnikiem wielu przepisów, których celem było zjednanie przychylności bogów przyjemnym zapachem herbaty. 
Początkowo, używano herbaty do celów ceremonialnych oraz w tradycyjnej medycynie opartej na ziołach. Zielona herbata, popularna w Japonii i Chinach, nie jest jedynym rodzajem jaki się pija w Korei. Istnieje tu wielka liczba herbat owocowych, z naci, ziaren czy korzeni. Istnieje pięć smaków herbaty: słodki, cierpki, kwaśny, gorzki i słony.

### Festiwale i święta księżycowe
Koreański kalendarz księżycowy podzielony jest na 24 jeologi, każdy trwający około 15 dni. 
Tradycyjne festiwale są w dalszym ciągu celebrowane zgodnie z kalendarzem księżycowym. Największym świętem jest Nowy Rok (gujeong), inne ważne święta to pierwsza pełnia księżyca (jeongwol daeboreum), festiwal wiosenny (dano) oraz festiwal żniw (chuseok).
Starsi ludzie nadal obchodzą swoje urodziny zgodnie z kalendarzem księżycowym. Wśród młodego pokolenia, ten kalendarz nie jest już tak popularny.
| Święto          | Znaczenie                      | Wydarzenia | Data (księżycowa)                             | Jedzenie |
| --------------- | ------------------------------ | --- | --------------------------------------------- | --- |
| Seollal         | Księżycowy Nowy Rok            | Święto rodzinne; wymiana życzeń noworocznych z rodziną, krewnymi i sąsiadami; kłanianie się starszym (sebae). | Pierwszy dzień pierwszego miesiąca            | Pokrojone ciasteczka ryżowe w zupie (tteokguk), ciastka miodowe (yakgwa).                                    |
| Daeboreum       | Pierwsza pełnia księżyca       | Palenie talizmanu żeby nie dopuścić złych duchów (aengmagi taeugi); ogniska (daljip taegi)                    | Piętnasty dzień pierwszego miesiąca           | Ryż gotowany z pięcioma ziarnami (ogokbap), orzechy (bureom), wino (gwibalgisul)                             |
| Junghwajeol     | Rozpoczęcie sezonu rolniczego  | Sprzątanie w domu, rytuały szamanów rybackich (yeongdeunggut)                                                 | Pierwszy dzień drugiego miesiąca              | Sosnowe ciasto ryżowe (songpyeon)                                                                            |
| Samjinnal       | Przylot jaskółek               | Walki na nogi, przepowiadanie przyszłości                                                                     | Trzeci dzień trzeciego miesiąca               | Wino azaliowe (dugyonju), naleśniki (dungyeon hwajeon)                                                       |
| Hansik          | Odwiedzanie grobów przodków    | Odwiedzanie grobów przodków                                                                                   | Sto piąty dzień po przesileniu zimowym        | Tylko zimne jedzenie: ciasto z bylicy (ssuktteok), kluski z bylicy (ssukdanja), zupa z bylicy (ssuktang)     |
| Dano            | Festiwal wiosenny              | Pływanie, zapasy                                                                                              | Piąty dzień piątego miesiąca                  | Ryżowe ciasto z ziołami (surichitteok), zupa rybna (junchiguk)                                               |
| Yudu            | Powitanie wody                 | Witanie wody, mycie włosów by zmyć zły los                                                                    | Piętnasty dzień szóstego miesiąca             | Makaron w pięciu kolorach (yudumyeon), kluski ryżowe (sudan)                                                 |
| Chilseok        | Siódmy dzień siódmego miesiąca | Obrządki odprawiane w intencji deszczu                                                                        | Siódmy dzień siódmego miesiąca                | Pszenne naleśniki (milijeonbyeong), ciasto ryżowe z czerwoną fasolą (sirutteok)                              |
| Baekjung        | Oddanie szacunku Buddzie       | Oddanie szacunku Buddzie                                                                                      | Piętnasty dzień siódmego miesiąca             | Ciasto ryżowe (seoktanbyeong)                                                                                |
| Chuseok         | Festiwal żniw                  | Odwiedzanie grobów przodków z wczesnymi ziarnami ryżu (olbyeosinmi)                                           | Piętnasty dzień ósmego miesiąca               | Sosnowe ciasto ryżowe nadziewane kasztanami, sezamem lub fasolą (songpyeon), zupa taro (torantang)           |
| Jungyangjeol    | Celebrowanie jesieni           | Celebrowanie jesieni poezją i malowaniem, podziwianie przyrody, tworzenie poezji                              | Dziewiąty dzień dziewiątego miesiąca          | Naleśniki chryzantemowe (gukhwajeon), sarnina (eoran), herbata z cytryną i miodem (yujacheong)               |
| Dongji          | Przesilenie zimowe             | Obrzędy wypędzające złe duchy                                                                                 | Około 22 grudnia kalendarza słonecznego       | Zupa z czerwonej fasoli z kluskami ryżowymi (patjuk)                                                         |
| Seotdal Geumeum | Wigilia Nowego Roku            | Czuwanie całą noc przy otwartych drzwiach, którymi wchodzą duchy przodków                                     | Trzydziest pierwszy dzień dwunastego miesiąca | Ryż z warzywami (bibimbap), ciastka ryżowe ze sproszkowaną fasolą (injeolmi), tradycyjne herbatniki (hangwa) |

Istnieje także wiele regionalnych świąt obchodzonych według kalendarza księżycowego.

### Gry planszowe i karciane

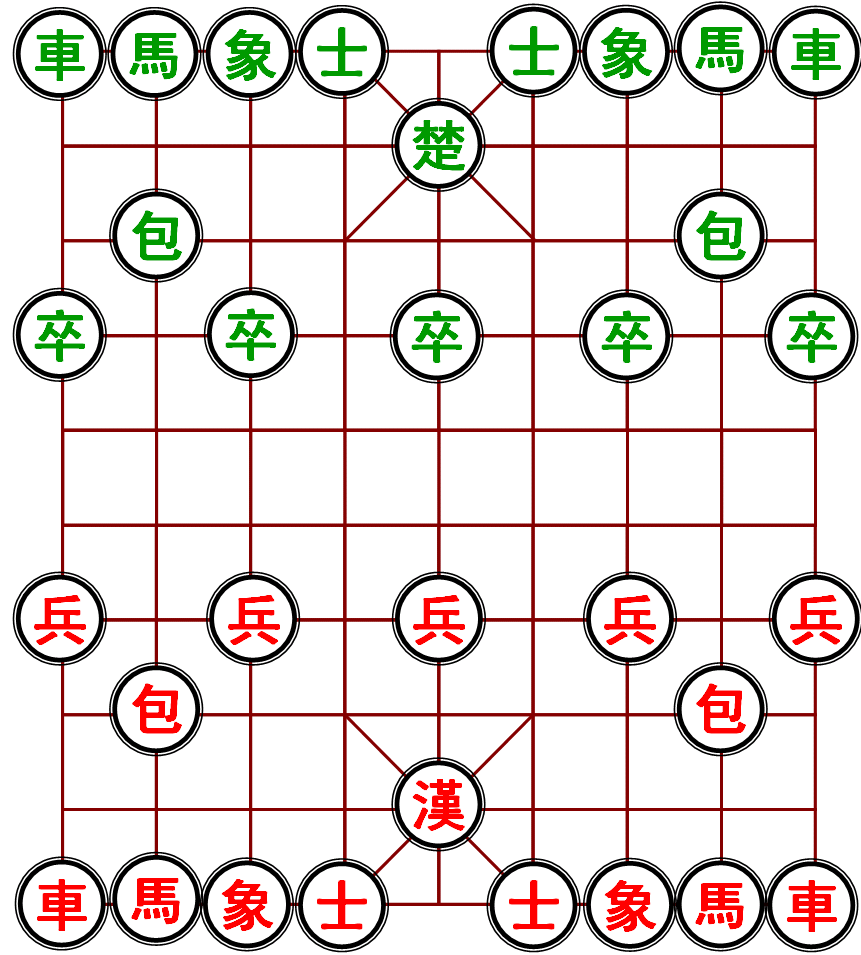
Plansza do gry w janggi

W Korei istnieje wiele popularnych gier planszowych. Bardzo popularna wśród starszych i młodszych mężczyzn jest gra go, która w Korei nazywa się baduk. Koreańska wersja szachów nosi nazwę janggi i bazuje na starej wersji chińskich szachów. Popularną grą rodzinną na obszarze całej Korei jest yut. Tradycyjną grą jest także golpae, czyli chińskie domino.
Wśród gier karcianych popularne są minhato oraz hulla.

## Lista światowego dziedzictwa Korei

### Świątynia Jongmyo
Świątynia Jongmyo została dodana do listy światowego dziedzictwa UNESCO w roku 1995. Jest poświęcona duchom przodków rodziny królewskiej dynastii Joseon. Widać w niej duży wpływ tradycji konfucjanizmu.
W roku 1394, kiedy świątynia powstała, była jednym z najdłuższych, o ile nie najdłuższym budynkiem w Azji. Jest tutaj 19 tablic upamiętniających królów i 30 ich królowych umieszczonych w 19 komorach. Podczas inwazji japońskiej w 1592 roku świątynia została zniszczona, a następnie w 1608 roku odbudowana.